# الفبای آوانگاری بین‌المللی
الفبای آوانگاری بین‌المللی (به انگلیسی: International Phonetic Alphabet) (اختصاری IPA «آی‌پی‌اِی») یک سامانهٔ نوشتاری و آوانگاری است که برپایهٔ الفبای لاتینی ساخته شده است. این سامانه به‌وسیلهٔ انجمن آواشناسی بین‌المللی به‌عنوان یک الفبای استاندارد برای نشان دادن صداهای ایجادشده در زبان‌های گوناگون طراحی شده است. در ایجاد این سامانه از دانشجویان و استادانی با زبان‌های گوناگون، زبان‌شناسان، خوانندگان و هنرپیشگان، فرهنگ‌نویسان، زبان‌فراسازان و مترجمان کمک گرفته شده است.
الفبای آوانگاری بین‌المللی تنها برای نشان دادن حالت‌های بیانی در زبان‌های شفاهی مانند واج، آهنگِ جمله، اتصال میان واژه‌ها و هجاها کاربرد دارد. برای نشان دادن حالت‌های بیانیِ دیگر مانند دندان‌قروچه، نوک‌زبانی سخن گفتن، و نیز برای صداهای ساخته‌شده به‌وسیلهٔ پدیدهٔ لب‌شکری، مجموعه‌ای گسترده از نمادها مورد استفاده قرار می‌گیرد.
هرکدام از نمادهای الفبای آوانگاری بین‌المللی از دو عنصر اصلیِ حروف و نشانه‌های زیروزبری ساخته شده است.
گاهی حرف یا تفکیک‌کننده‌های اضافه، به‌وسیلهٔ انجمن آواشناسی بین‌المللی حذف یا اصلاح شده‌اند. همان‌طور که پس از تغییرات سال ۲۰۰۵ در این الفبا، در حال حاضر الفبای آوانگاری بین‌المللی شامل ۱۰۷ نشانه حرفی مجزا، ۴۴ نشانه زیروزبری و چهار نشانه نوای گفتاری است.

## تاریخچه
در سال ۱۸۸۶ یک گروه از مدرسان زبان انگلیسی و فرانسوی به رهبری یک زبان‌شناس فرانسوی به نام پل پسی نهادی را شکل دادند که در سال ۱۸۹۶ با نام انجمن آواشناسی بین‌المللی (به فرانسوی: Association phonétique internationale) شناخته شد. خمیرمایهٔ اصلی الفبای ابداعی این انجمن از الفبای لاتینی نشأت می‌گرفت و برای کاربرد در زبان‌های انگلیسی و فرانسوی طراحی شده بود اما برای قابل استفاده بودن این الفبا در دیگر زبان‌ها کاربرد نمادهای آن در زبان‌های گوناگون تغییر یافت.
از زمان پیدایش خود، الفبای آوانگاری بین‌المللی شاهد تغییرات زیادی بوده است. پس از تغییرات اساسی شکل گرفته در این الفبا در سال‌های ۱۹۰۰ و ۱۹۳۰ یک دوره ثبات برای این الفبا پیش آمد. کنوانسیون انجمن آواشناسی بین‌المللی در کیل که در سال ۱۹۸۶ برگزار شد به این ثبات خاتمه داد. بعدها نیز تغییرات دیگری مانند افزودن واکه‌های مرکزی و حذف چند حرف در سال ۲۰۰۵ روی داد.

## حروف

### همخوان‌ها
در جدول‌های زیر، خانه‌هایی که به‌رنگ خاکستری هستند، نشان‌دهندهٔ تلفظی ناممکن هستند.

#### همخوان‌های ششی
| جایگاه← شیوه↓  | لبی   | لبی       | لبی      | تیغه‌ای   | تیغه‌ای | تیغه‌ای | تیغه‌ای | تیغه‌ای | تیغه‌ای | پشتی | پشتی    | پشتی  | حنجره‌ای | حنجره‌ای |
| جایگاه← شیوه↓  | دولبی | لبی‌دندانی | زبانی‌لبی | زبانی‌لبی | دندانی | لثوی   | پس‌لثوی | برگشته | کامی   | کامی | نرم‌کامی | ملازی | حلقی    | چاکنایی |
| -------------- | ----- | --------- | -------- | -------- | ------ | ------ | ------ | ------ | ------ | ---- | ------- | ----- | ------- | ------- |
| خیشومی         | m̥ m   | ɱ         | n̼        | n̼        | n̥ n    | n̥ n    | n̥ n    | ɳ̊ ɳ    | ɲ̊ ɲ    | ɲ̊ ɲ  | ŋ̊ ŋ     | ɴ     |         |         |
| انسدادی        | p b   | p̪ b̪       | t̼ d̼      | t̼ d̼      | t d    | t d    | t d    | ʈ ɖ    | c ɟ    | c ɟ  | k ɡ     | q ɢ   | ʡ       | ʔ       |
| سایشی صفیری    |       |           |          |          | s z    | s z    | ʃ ʒ    | ʂ ʐ    | ɕ ʑ    | ɕ ʑ  |         |       |         |         |
| سایشی غیرصفیری | ɸ β   | f v       | θ̼ ð̼      | θ̼ ð̼      | θ ð    | θ̠ ð̠    | ɹ̠̊˔ ɹ̠˔  | ɻ̊˔ ɻ˔  | ç ʝ    | ç ʝ  | x ɣ     | χ ʁ   | ħ ʕ     | h ɦ     |
| ناسوده         | β̞     | ʋ̥ ʋ       |          |          | ð̞      | ɹ̥ ɹ    | ɹ̥ ɹ    | ɻ̊ ɻ    | j̊ j    | j̊ j  | ɰ̊ ɰ     | ʁ̞     | ʕ̞       | ʔ̞       |
| زنشی           | ⱱ̟     | ⱱ         | ɾ̼        | ɾ̼        | ɾ̥ ɾ    | ɾ̥ ɾ    | ɾ̥ ɾ    | ɽ̊ ɽ    |        |      |         | ɢ̆     | ʡ̆       |         |
| لرزشی          | ʙ̥ ʙ   |           |          |          | r̥ r    | r̥ r    | r̥ r    | ɽ̊r̥ ɽr  |        |      |         | ʀ̥ ʀ   | ʜ ʢ     |         |
| سایشی کناری    |       |           |          |          | ɬ ɮ    | ɬ ɮ    | ɬ ɮ    | ɭ̊˔ ɭ˔  | ʎ̝̊ ʎ̝    | ʎ̝̊ ʎ̝  | ʟ̝̊ ʟ̝     |       |         |         |
| ناسوده کناری   |       |           |          |          | l̥ l    | l̥ l    | l̥ l    | ɭ̊ ɭ    | ʎ̥ ʎ    | ʎ̥ ʎ  | ʟ̥ ʟ     | ʟ̠     |         |         |
| زنشی کناری     |       |           |          |          | ɺ      | ɺ      | ɺ      | ɭ̆      | ʎ̆      | ʎ̆    | ʟ̆       |       |         |         |

#### همخوان‌های غیرششی (نچ آواها)
|        |              | دولبی | لبی‌دندانی | دندانی | لثوی | پس‌لثوی | برگشته | کامی | نرم‌کامی | ملازی | حلقی |
| ------ | ------------ | ----- | --------- | ------ | ---- | ------ | ------ | ---- | ------- | ----- | ---- |
| پرانشی | انسدادی      | pʼ    |           | tʼ     | tʼ   | tʼ     | ʈʼ     | cʼ   | kʼ      | qʼ    | ʡʼ   |
| پرانشی | سایشی        | ɸʼ    | fʼ        | θʼ     | sʼ   | ʃʼ     | ʂʼ     |      | xʼ      | χʼ    |      |
| پرانشی | سایشی کناری  |       |           | ɬʼ     | ɬʼ   | ɬʼ     |        |      |         |       |      |
| نچ‌آوا  | کاشته        | ʘ     |           | ǀ      | !    | !      |        | ǂ    |         |       |      |
| نچ‌آوا  | واک‌دار       | ʘ̬     |           | ǀ̬      | !̬    | !̬      |        | ǂ̬    |         |       |      |
| نچ‌آوا  | خیشومی       | ʘ̃     |           | ǀ̃      | !̃    | !̃      |        | ǂ̃    |         |       |      |
| نچ‌آوا  | کاشته کناری  |       |           | ǁ      | ǁ    | ǁ      |        |      |         |       |      |
| نچ‌آوا  | واک‌دار کناری |       |           | ǁ̬      | ǁ̬    | ǁ̬      |        |      |         |       |      |
| مکیده  | واک‌دار       | ɓ     |           | ɗ      | ɗ    | ɗ      | ᶑ      | ʄ    | ɠ       | ʛ     |      |
| مکیده  | بی‌واک        | ɓ̥     |           | ɗ̥      | ɗ̥    | ɗ̥      | ᶑ̊      | ʄ̊    | ɠ̊       | ʛ̥     |      |

#### همخوان‌های انسایشی
| ششی      | ششی   | ششی   | ششی   | ششی   | ششی     | ششی     | ششی   | ششی   | ششی   | ششی | ششی |
| -------- | ----- | ----- | ----- | ----- | ------- | ------- | ----- | ----- | ----- | --- | --- |
| صفیری    |       |       | ts dz | ts dz | t̠ʃ d̠ʒ   | ʈʂ ɖʐ   | tɕ dʑ |       |       |     |     |
| غیرصفیری | pɸ bβ | p̪f b̪v | t̪θ d̪ð | tɹ̝̊ dɹ̝ | t̠ɹ̠̊˔ d̠ɹ̠˔ |         | cç ɟʝ | kx ɡɣ | qχ ɢʁ | ʡʢ  | ʔh  |
| کناری    |       |       | tɬ dɮ | tɬ dɮ | tɬ dɮ   | ʈɭ̊˔ ɖɭ˔ | cʎ̝̊ ɟʎ̝ | kʟ̝̊ ɡʟ̝ |       |     |     |
| پرانشی   |       |       |       |       |         |         |       |       |       |     |     |
| مرکزی    |       |       | tsʼ   | tsʼ   | t̠ʃʼ     | ʈʂʼ     |       | kxʼ   | qχʼ   |     |     |
| کناری    |       |       | tɬʼ   | tɬʼ   | tɬʼ     |         | cʎ̝̊ʼ   | kʟ̝̊ʼ   |       |     |     |

##### یادداشت
- بر روی مرورگرهایی که از آریال یونی‌کد ام‌اس برای نمایش الفبای آوانگاری بین‌المللی استفاده می‌کنند، این دنباله به‌منظور رفع باگ در آن فونت به‌صورت زیر در می‌آید: ts͡، tʃ͡، tɕ͡، dz͡، dʒ͡، dʑ͡، tɬ͡، dɮ͡.

#### همخوان‌های هم‌تولیدی
| خیشومی  | خیشومی        | ناسوده        | ناسوده          |
| ------- | ------------- | ------------- | --------------- |
| n͡m      | لبی‌لثوی       | ɥ̊ ɥ           | لبی‌کامی         |
| ŋ͡m      | لبی‌نرم‌کامی    | ʍ w           | لبی‌نرم‌کامی      |
| انسدادی | انسدادی       | ناسوده کناری  | ناسوده کناری    |
| t͡p d͡b   | لبی‌لثوی       | ɫ             | لثوی نرم‌کامی‌شده |
| k͡p ɡ͡b   | لبی‌نرم‌کامی    | ناسوده خیشومی | ناسوده خیشومی   |
| q͡ʡ      | ملازی‌حلقی     | j̃             | کامی            |
| سایشی   | سایشی         | w̃             | لبی‌نرم‌کامی      |
| ɧ       | سی‌صدا (متغیر) | h̃             | چاکنایی         |

### واکه‌ها
واکه‌هایی که با رنگ طلایی مشخص شده‌اند، دارای حرف مخصوصی در الفبای آوانگاری بین‌المللی نیستند.
| پشتی← بلندی↓ | جلویی  | جلویی  | مرکزی     | مرکزی  | پشتی   | پشتی   |
| پشتی← بلندی↓ | غیرگرد | گردشده | غیرگرد    | گردشده | غیرگرد | گردشده |
| ------------ | ------ | ------ | --------- | ------ | ------ | ------ |
| بسته         | i      | y      | ɨ         | ʉ      | ɯ      | u      |
| پیش‌بسته      | ɪ      | ʏ      | ɨ̞/ɪ̈/ɪ̠/ɘ̝/ᵻ | ʉ̞/ʊ̈/ɵ̝  | ɯ̞/ɤ̝/ɯ̽  | ʊ      |
| بسته‌میانی    | e      | ø      | ɘ         | ɵ      | ɤ      | o      |
| میانی        | e̞      | ø̞      | ə         | ə      | ɤ̞/ʌ̝    | o̞      |
| بازمیانی     | ɛ      | œ      | ɜ         | ɞ      | ʌ      | ɔ      |
| پیش‌باز       | æ      | ɶ      | ɐ         | ɐ̹/ɞ̞    | ɑ̝/ʌ̞    | ɒ̝/ɔ̞    |
| باز          | a      | ɶ      | ä/a̠/ɐ̞/ɑ̈   | ɒ̈/ɶ̈    | ɑ      | ɒ      |

## توضیحات

نمودار رسمی انتشاریافته توسط انجمن آواشناسی بین‌المللی، نسخهٔ ۲۰۲۰، که آواهای زبان‌های گوناگون در آن آمده است.

هدف اصلی در الفبای آوانگاری بین‌المللی جایگزینی هر یک صدای ایجادشده با یک نشان می‌باشد. با این وجود این فرایند در صورت پیچیده بودن یک صدا طی نمی‌شود بدین معنا که نمی‌توان یک نشان را جایگزین یک گراف چندگانه نمود. برای مثال در برای آوانگاری زبان انگلیسی نمی‌توان یک نشان /ks/ یا /gz/ را جایگزین حرف x نمود. همچنین برای حروفی که صداهای متفاوتی را از خود نشان می‌دهند مانند c در زبان انگلیسی یا دیگر زبان‌های اروپایی نمی‌توان یک نشان ویژه در نظر گرفت بلکه برای هر صدا به صورت جداگانه یک نشان در نظر گرفته می‌شود.
امروزه الفبای آوانگاری بین‌المللی شامل ۱۰۷ همخوان و ۳۱ واکه می‌شود. ۱۹ نشان دیگر نیز برای نشان دادن کشیدگی، تکیه، نواخت و آهنگ جملات به کار می‌روند. تمام این نشان‌ها در یک نمودار که توسط انجمن آواشناسی بین‌المللی در سال ۲۰۰۵ انتشار یافت قابل مشاهده می‌باشند.
آوانویسه‌ها میان کروشه [...] و واج‌نویسه‌ها میان دو خط مورب /.../ می‌آیند.

### شکل حروف
در گزینش نشان برای استفاده در الفبای آوانگاری بین‌المللی از حروف الفبای لاتین یا الفبای یونانی یا شکل تغییریافته‌ای از هردو استفاده شده است. برای مثال برای نشان دادن واج بست چاکنایی (ع عربی) در الفبای آوانگاری بین‌المللی از شکل بدون نقطه علامت سؤال استفاده می‌شود.

## حروف عربی
| الفبای عربی                     | ء‎ / ا | ب | ت | ث  | ج      | ح | خ  | د | ذ  | ر | ز | س | ش  | ص  | ض  | ط  | ظ     | ع | غ  | ف | ق | ک | ل | م | ن | ه | و     | ی / الفبای عربی‎ |
| DIN 31635                       | ʾ / ā | b | t | ṯ  | ǧ      | ḥ | ḫ  | d | ḏ  | r | z | s | š  | ṣ  | ḍ  | ṭ  | ẓ     | ʿ | ġ  | f | q | k | l | m | n | h | w / ū | y / ī           |
| ALA-LC                          | ʼ / ā | b | t | th | j      | ḥ | kh | d | dh | r | z | s | sh | ṣ  | ḍ  | ṭ  | ẓ     | ʻ | gh | f | q | k | l | m | n | h | w / ū | y / ī           |
| الفبای آوانگاری بین‌المللی (MSA) | ʔ, a: | b | t | θ  | dʒ ɡ ʒ | ħ | x  | d | ð  | r | z | s | ʃ  | sˤ | dˤ | tˤ | ðˤ zˤ | ʕ | ɣ  | f | q | k | l | m | n | h | w, u: | j, i:           |